# Ricercati: ufficialmente morti
Ricercati: ufficialmente morti (Extreme Prejudice) è un film del 1987 diretto da Walter Hill ed interpretato da Nick Nolte, Michael Ironside e Maria Conchita Alonso. È basato su un soggetto di John Milius, anche coautore della sceneggiatura.

## Trama
All'aeroporto di El Paso, in Texas, cinque sergenti dello US Army si incontrano con il maggiore Paul Hackett, ufficiale a capo dell'Unità Zombie composta totalmente da soldati ufficialmente morti e creata per adempiere una missione sotto copertura.
Jack Benteen è un membro della Texas Ranger Division, che una sera in un bar uccide per legittima difesa un uomo che aveva resistito all'arresto dopo essere stato accusato di essere un corriere della droga. Tornato a casa Jack ha un rapido scambio di battute con la propria compagna, la cantante messicana Sarita. Il dialogo si chiude con un'accusa di Benteen all'indirizzo di Cash Bailey.
Cash Bailey, un tempo il migliore amico di Jack, è un ex informatore della polizia ora divenuto un signore della droga in Messico. Dopo che due civili, probabili spacciatori, sono morti in un attentato esplosivo, Jack chiede di incontrarsi con Bailey dalla sua parte del confine. Il dialogo fra i due sembra andare bene finché Bailey non cerca di corrompere Benteen, chiedendogli poi di ignorare i viaggi dei suoi corrieri da una parte all'altra del confine e rivangando la sua passata relazione con Sarita. Il ranger rifiuta, intimandogli anzi di abbandonare l'attività di spaccio e di andarsene per sempre.
La mattina dopo Sarita gli chiede l'esito dell'incontro e quando Jack nega ogni particolare su possibili allusioni fatte da Cash su di lei, i due finiscono per litigare. Più tardi, Benteen riceve una soffiata a proposito della presenza di facce nuove, probabilmente uomini di Cash, a una stazione di servizio fuori città e vi si reca assieme allo sceriffo Hank Pearson, suo amico e mentore. Qui scoprono esserci anche il fratello dell'uomo precedentemente ucciso da Benteen. Prima che possano avvicinarlo scoppia una sparatoria in cui Pearson resta ucciso. Due uomini riescono a fuggire dopo la mancata trappola, ma sono uccisi da Hackett e da McRose, che aveva osservato a distanza per studiare il comportamento del ranger, così da non lasciare testimoni che potrebbero bruciare la copertura dell'Unità Zombie. Quella sera, dopo l'ennesima discussione, in cui Jack ha espresso i suoi dubbi sulla stabilità della loro relazione, Sarita riceve una visita da Cash che la convince a tornare con lui.
Il giorno dopo il commando rapina la banca in cui Bailey deposita i proventi della sua attività e i libri contabili, proprio per impossessarsi di questi ultimi senza destare sospetti. Prima di poter fuggire, tuttavia, uno dei soldati viene ucciso e altri due sono arrestati. A seguito delle ricerche alla centrale e di un dialogo fra Benteen e Hackett, si scopre così che l'Unità Zombie, composta da soldati che in anni precedenti avevano finto la propria morte, è incaricata di distruggere l'organizzazione di Bailey. A questo punto i soldati e il ranger uniscono le forze e attraversano il confine. Mentre Benteen e Bailey discutono delle rispettive scelte di vita davanti a Sarita, il malcontento serpeggia fra i soldati, che incolpano il maggiore per la morte del loro compagno dopo la rapina. Nel frattempo Cash tenta un'ultima volta di riconquistare Sarita, ma lei, non riconoscendolo più come l'uomo di un tempo, torna da Jack.
Hackett ha intanto avvicinato uno dei contabili di Bailey e lo uccide quando questi si rifiuta di consegnargli gli ultimi registri. Uno dei soldati ha però visto la scena e costringe il maggiore a confessare, scoprendolo socio di Cash, o almeno così dice l'ufficiale. Mentre sta per compiersi il destino del triangolo amoroso scoppia un'enorme sparatoria in cui buona parte dell'esercito personale di Bailey e tutti i soldati muoiono. Jack e Cash riprendono il duello forzatamente interrotto. Benteen è costretto a uccidere Bailey e, dopo uno scambio di battute con Lupo, il secondo di Cash, viene lasciato andare via con Sarita; Lupo assume il comando dei superstiti e si prepara a diventare il nuovo signore della droga.

## Produzione
Originariamente sviluppato da John Milius nel 1976 come una storia di spionaggio, fu poi accantonato a causa di altri impegni artistici del regista e sceneggiatore.
Il progetto fu ripreso a metà anni '80 da Walter Hill che assunse Harry Klainer per rimaneggiare la sceneggiatura. I due si erano precedentemente conosciuti nel 1968 sul set di Bullitt, di cui Hill era uno degli aiuto regista. Hill lo assunse in quanto estimatore della sua abilità di correggere e modificare efficacemente la sceneggiatura anche durante le riprese.
Nick Nolte, per prepararsi a questo ruolo, studiò molti classici film western interpretati da attori quali Gary Cooper e Randolph Scott. Inoltre frequentò il ranger Joaquin Jackson, correggendo parti della sceneggiatura così da migliorare la resa del linguaggio e dei rapporti fra i Ranger del Texas e le altre forze di Polizia. Jackson servì inoltre come modello sul quale Nolte creò poi il personaggio definitivo e come consulente tecnico per il film.
Da un punto di vista prettamente storico il film descrive bene quella che era all'epoca la situazione durante la "guerra della droga". Fra il 1984 e il 1987 il Cartello di Juárez era controllato da Pablo Acosta Villarreal che spacciava negli Stati Uniti circa 60 tonnellate di cocaina colombiana all'anno, più una quantità incalcolabile di eroina e marijuana. Corruttore di politici e forze dell'ordine, usava per i trasporti elicotteri e aerei. Villarreal fu ucciso nel villaggio di Santa Elena (Chihuahua) nell'aprile dell'87 da un'incursione aerea della Polizia Federale Messicana, supportata dell'FBI.
Il personaggio di Cash Bailey ha forti somiglianze con le azioni e gli ultimi mesi di vita di Villarreal.

## Citazioni di altre opere
- Quando Benteen arriva a casa si ferma a osservare Sarita che dorme per poi entrare in bagno a lavarsi la faccia, dopo essersi squadrato allo specchio. Tutta la sequenza riprende la scena finale di Bullitt. Walter Hill fu aiuto regista in questo film.
- La rapina in banca ha diversi tratti in comune con quella di Getaway!. Walter Hill fu sceneggiatore di questo film.
- La sparatoria finale nel villaggio messicano è un omaggio dichiarato a quella che conclude Il mucchio selvaggio. Sam Peckinpah fu il mentore di Walter Hill.
- Altri possibili riferimenti a Il mucchio selvaggio sono la generale ambientazione del villaggio in cui si svolge l'epilogo, che ha somiglianze con il quartier generale del generale Mapache e il passaggio di bottiglie di tequila, qui meno frequente che nell'opera di Peckinpah.
- Durante la sparatoria alla stazione di servizio, Benteen spara con un fucile a pompa, colpendo uno degli assalitori a un piede. Una scena simile, ma con una dinamica diversa, è presente in un altro film di Peckinpah, Cane di paglia. In questo caso il personaggio di Dustin Hoffman colpisce con un attizzatoio la canna della doppietta di un assalitore che sta entrando da una finestra e questi si spara accidentalmente a entrambi i piedi.

## Riferimenti in altre opere
- Lupo ricompare brevemente verso la fine di Danko, altro film di Walter Hill. Vestito in modo simile a Cash, avendone preso il posto, è lui a dire a Viktor "Rosta" dove si trova la partita di droga appena comprata dal georgiano.
- Il finale, in cui il luogotenente dell'antagonista principale prende il suo posto al comando, è ripreso nella scena conclusiva di El mariachi.
- Il barista armato di Smith&Wesson di Desperado ha forti somiglianze con il barista/benzinaio Arturo di questo film.
- Il triangolo fra Manito, Carolina e Bucho in Desperado è quasi identico a quello fra Jack, Sarita e Cash.
- Bucho spara a diversi suoi uomini per punirli della loro incompetenza, riprendendo e ampliando una brevissima scena in cui Cash, per lo stesso motivo, spara in fronte, a bruciapelo, a uno dei suoi contabili.
- Il DVD del film è presente nella collezione di polizieschi mostrata in Hot Fuzz.